# Kirchspielslandgemeinde Süderhastedt (bis 1934)
Die Kirchspielslandgemeinde Süderhastedt war eine Gemeinde im Kreis Süderdithmarschen (vom 1. Oktober 1932 bis zum 30. September 1933 Kreis Dithmarschen) in der preußischen Provinz Schleswig-Holstein. 

## Geographie

### Fläche und Einwohnerzahl
Die Kirchspielslandgemeinde hatte am 16. Juni 1925 insgesamt 3944 Einwohner an 15 Wohnplätzen. Am 1. Oktober 1930 betrug ihre Fläche 69,95 km2.

### Nachbargemeinden
Nachbargemeinden waren im Uhrzeigersinn im Norden beginnend die Kirchspielslandgemeinden Südermeldorf-Geest und Albersdorf (beide im Kreis Süderdithmarschen), die Gemeinden Gribbohm und Wacken (Exklave) (beide im Kreis Steinburg) sowie die Kirchspielslandgemeinden Burg und Marne (beide im Kreis Süderdithmarschen).

## Geschichte
Mit der Verordnung vom 22. September 1867 wurden in der preußischen Provinz Schleswig-Holstein die selbständigen Landgemeinden eingeführt. Anders als im übrigen Provinzgebiet gab es im Westen Schleswig-Holsteins, nämlich in Dithmarschen und im Kreis Husum, eine besondere Form der kommunalen Verwaltung. Diese wurde unangetastet übernommen. So wurden aus den Gebieten der Kirchspiele, in denen bereits weltliche Strukturen vorhanden waren, politische Gemeinden, die Kirchspielslandgemeinden.
Bei der Reichstagswahl März 1933 stimmten im Kirchspiel Süderhastedt 77,7 % für die NSDAP, 5,6 % für die DNVP, 10,1 % für die SPD und 4,8 % für die KPD bei einer Wahlbeteiligung von 88,0 %.
Die in den Kirchspielslandgemeinden als „Untereinheit“ vorhandenen Dorfschaften und Dorfgemeinden wurden am 1. April 1934 zu selbständigen Gemeinden/Landgemeinden. An diesem Tag wurde ebenfalls die Kirchspielslandgemeinde Süderhastedt aufgelöst. Es wurden an ihrer Stelle die Gemeinden Eggstedt, Frestedt, Großenrade, Hindorf, Hochdonn, Hopen, Kleinhastedt, Süderhastedt und Westdorf neu gebildet.